# Fresnes-en-Tardenois
 Fresnes-en-Tardenois  là một xã ở tỉnh Aisne, vùng Hauts-de-France thuộc miền bắc nước Pháp.